# General Electric YF120
Il General Electric YF120 era un motore aeronautico turboventola sviluppato dalla GE Aircraft Engines a cavallo tra gli anni ottanta e novanta nell'ambito del programma "ATF" (Advanced Tactical Fighter) della United States Air Force che sfocerà nell'F-22 Raptor. La GE perse la gara per il motore che fu vinta dal Pratt & Whitney F119.

## Storia e sviluppo
La General Electric iniziò lo sviluppo dell'YF120 già nei primi anni ottanta con un dimostratore denominato XF120. Nel settembre del 1989 venne provato per la prima volta l'YF120 in vista della gara del programma ATF.  A differenza della concorrente Pratt & Whitney, la GE scelse di adottare un motore a ciclo variabile invece di un più convenzionale turbofan con basso rapporto di diluizione. Questa decisione venne presa per soddisfare il requisito del programma ATF che richiedeva caratteristiche di supercrociera (volo supersonico senza l'ausilio del postbruciatore).

## Tecnica

### Ciclo variabile
Per ciclo variabile si intende la capacità di controllo del rapporto di diluizione (BPR) del motore che può essere variato in modo da rendere il motore un turbofan con un basso rapporto di bypass o un turbogetto a seconda della condizione di volo. Le prestazioni in configurazione di turbofan a basso BPR erano simili a quelle del motore concorrente F119. Quando necessario, comunque, il motore poteva convogliare una quantità maggiore di aria nel flusso caldo del motore (come in un turbogetto), aumentando la spinta specifica del motore. Ciò permetteva una maggiore efficienza alle alte quote e una maggiore velocità rispetto ad un tradizionale turbofan a basso rapporto di diluizione.
Tra gli svantaggi del motore a ciclo variabile vi erano l'incremento di complessità e l'aumento del peso. La GE, però, affermò di essere riuscita a contenerli entrambi utilizzando configurazioni semplici per la gestione dei flussi di aria mosse dalla pressione dell'aria stessa piuttosto che da complessi servomeccanismi. Inoltre, stimava che un esemplare di F120 di produzione avrebbe avuto il 40% di parti in meno rispetto ad un motore F110.

### Spinta vettoriale
L'YF120 era dotato di un ugello bi-dimensionale per la spinta direzionale. L'ugello consentiva di variare la direzione della spinta secondo il piano verticale. Questa capacità permetteva all'aereo sul quale era installato di avere una grande manovrabilità di beccheggio.
Anche se il motore YF120 non entrò mai in produzione, alcuni suoi prototipi furono installati sul Lockheed YF-22 usato per il programma di ricerca e sviluppo sugli alti angoli d'attacco nell'ambito della gara per l'ATF. Durante alcune di queste dimostrazioni, l'aereo motorizzato con gli F120 volò, in assetto costante, ad 82 nodi con un angolo di attacco di 60 gradi mantenendo la controllabilità dell'assetto. Analisi successive mostrarono che era possibile mantenere il velivolo in assetto controllato anche fino a 70 gradi di angolo d'attacco.

### Sviluppi successivi
Nel 1996 la GE (in partnership con la Rolls-Royce) fu scelta per sviluppare una evoluzione dell'YF120 destinata ad essere utilizzata nel programma Joint Strike Fighter. La joint venture così formata (con GE al 60% e Rolls-Royce al 40%) diede vita, nel 2004, al General Electric/Rolls-Royce F136.
L'YF120 fu anche proposto come base di partenza per motori a cicli combinati più "esotici" come quelli impiegati per il dimostratore X-43B e per futuri aerei ipersonici. Nello specifico, la tecnologia usata nell'YF120 sarebbe stata alla base del programma RTA-1 (Revolutionary Turbine Accelerator) in cui il motore si trasformava da turbofan a turbogetto a ramjet all'aumentare della velocità di volo. Nella modalità di funzionamento come statoreattore, il flusso d'aria sarebbe stato convogliato nel postbruciatore escludendo completamente la turbomacchina. Secondo le prestazioni teoriche, questo dimostratore sarebbe stato in grado di accelerare da 0 a Mach 4,1 (ad una quota di 56 000 piedi) in otto minuti.

## Velivoli utilizzatori
Stati Uniti
- F-22 Raptor
- Northrop YF-23